# Aires importantes pour les mammifères marins

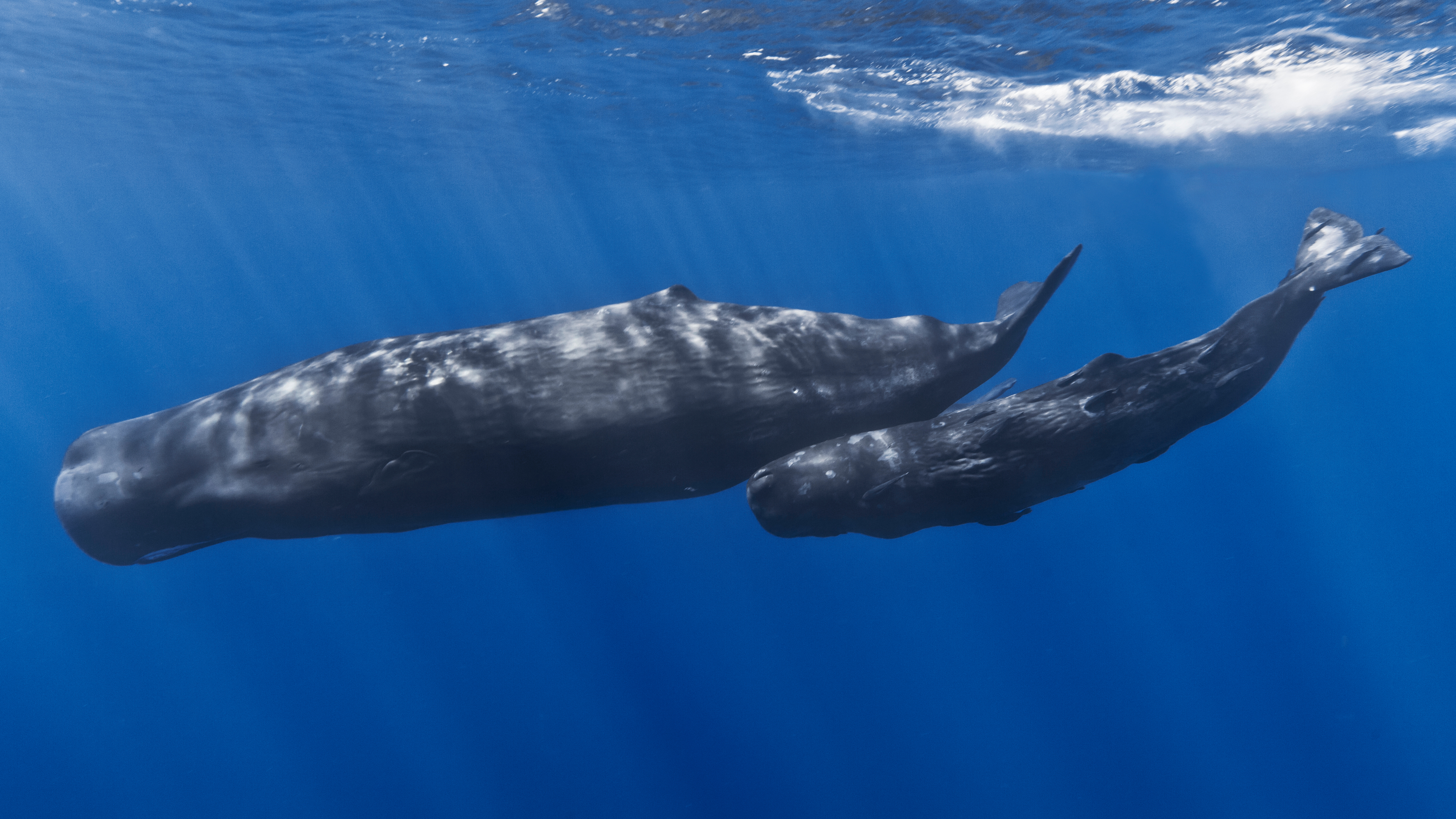
Un cachalot mère avec son petit près de la côte de Maurice.

Les aires importantes pour les mammifères marins (Important Marine Mammal Areas) sont des portions d'habitats marins ayant une importance particulière pour une ou plusieurs espèces de mammifères marins qui ont le potentiel d'être définie et gérée en tant que zone de conservation.